# Torneo Campeones Olímpicos 1974
El Torneo Campeones Olímpicos fue un torneo oficial organizado por la Asociación Uruguaya de Fútbol (AUF), disputado por única vez entre los 12 clubes de 1ª División de aquel entonces. El mismo fue un torneo clasificatorio para la Liguilla Pre-Libertadores y otorgaba 4 cupos para la misma. 
En la temporada de 1974, la AUF  reestructuró todo el calendario de torneos. Además del tradicional Campeonato Uruguayo, se instituyó el “Campeones Olímpicos” y la Liguilla Pre-Libertadores. 
El torneo “Campeones Olímpicos” fue disputado previo al Campeonato Uruguayo por todos los equipos de 1ª División, a una rueda por puntos todos contra todos. El mismo, otorgaba a los 4 primeros colocados, la clasificación directa para la Liguilla que se disputaría al final de esa temporada. Los otros 2 participantes de la Liguilla serían el campeón y Vicecampeón Uruguayo.
El reglamento establecía que si alguno de los 4 equipos clasificados del “Campeones Olímpicos” a su vez eran el campeón o Vicecampeón Uruguayo, estos cupos a la Liguilla serían ocupados por los equipos que hubiesen obtenido los subsiguientes lugares (quinto y sexto) en el “Campeones Olímpicos”.
De hecho fue lo que sucedió, los primeros lugares del Campeonato Uruguayo fueron logrados por Nacional y Peñarol. Por lo tanto clasificaron a la Liguilla el 5º y el 6º del “Campeones Olímpicos” (Wanderers y Liverpool respectivamente).
El nombre del torneo fue un homenaje a los primeros campeones olímpicos, al cumplirse 50 años de las Olimpiadas de Colombes 1924 ganadas por la Selección Uruguaya. 
El campeón del “Campeones Olímpicos” fue Nacional. Este torneo no volvió a ser disputado en las temporadas posteriores.

## Tabla final de posiciones
| Pos. | Equipo               | PJ | PG | PE | PP | GF | GC | Puntos |
| ---- | -------------------- | -- | -- | -- | -- | -- | -- | ------ |
| 1.   | Nacional             | 11 | 7  | 3  | 1  | 12 | 5  | 17     |
| 2.   | Danubio              | 11 | 7  | 2  | 2  | 23 | 10 | 16     |
| 3.   | Peñarol              | 11 | 6  | 4  | 1  | 15 | 3  | 16     |
| 4.   | Cerro                | 11 | 7  | 1  | 3  | 20 | 11 | 15     |
| 5.   | Montevideo Wanderers | 11 | 6  | 3  | 2  | 17 | 11 | 15     |
| 6.   | Liverpool            | 11 | 5  | 3  | 3  | 15 | 10 | 13     |
| 7.   | Huracán Buceo        | 11 | 3  | 5  | 3  | 9  | 8  | 11     |
| 8.   | Fénix                | 11 | 3  | 2  | 6  | 8  | 18 | 8      |
| 9.   | Bella Vista          | 11 | 1  | 4  | 6  | 12 | 21 | 6      |
| 10.  | Defensor             | 11 | 1  | 4  | 6  | 7  | 16 | 6      |
| 11.  | Rentistas            | 11 | 2  | 1  | 8  | 10 | 22 | 5      |
| 12.  | River Plate          | 11 | 0  | 4  | 7  | 4  | 17 | 4      |

Clasificados para la Liguilla: Nacional, Danubio, Peñarol, Cerro, Wanderers y Liverpool.